# Тржиште пшенице
Пшеница је важна врста житарице на свету, како по распрострањености тако и по својој хранљивој вредности. Има велики привредни значај, у свету, и у нашој земљи. Процењује се да се гаји више од 15.000 година.

## Међународно тржиште

### Производња
У свету се гаји на 220 милиона хектара (2013-2014). Највеће површине има Индија, која пшеницу гаји на 30 милиона хектара. Принос у свету износи 3,3 тоне по хектару и различит је у појединим регионима и земљама света.
Најзначајнији произвођачки региони за пшеницу су:
- Европа: Панонска низија, Западна Европа, Ломбардија, Доње подунавље, Украјина.
- Азија: подручја Инда и Ганга, источна и централна Кина, Казахстан.
- Северна Америка: централни делови САД и јужни делови Канаде.
- Јужна Америка: област Пампа у Аргентини, јужни Чиле.
- Аустралија: југоисточни регион.

Производња пшенице у свету износи 715 милиона тона (2013-2014), што по становнику износи нешто преко 100 килограма. Регионално посматрано највише се производи у Азији, преко 40% укупне светске производње, што је и очекивано с обзиром да је тамо лоциран највећи део светског становништва. Европа се налази на другом месту, са трећином светске производње. Највећи произвођач пшенице у свету је Кина са 126 милиона тона и даје 17% светске производње. Тамо је друга најважнија житарица, одмах после пиринча. Затим следе Индија са 96, Русија 59, САД 55 и Француска са 39 милиона тона.

### Извоз
Извоз пшенице износи 175 милиона тона (2013-2014). Од Другог светског рата па до почетка 21. века, извоз се повећао скоро пет пута. Вредност реализоване пшенице износи 48 милијарди долара годишње. Просечна извозна цена износи 275 долара по тони, доста је нестабилна и варира услед деловања читавог низа чинилаца: сорта, квалитет, класа (тврда, мека), нивоа понуде и тражње на међународном тржишту, стања залиха и сл.
Највећи регионални извозник је Северна Америка, која у светском извозу учествује са 40%, Европа се налази на другом месту са незнатно мањим учешћем. Највећи извозник пшенице у свету је САД са 26 милиона тона, што чини 20% светског извоза. Највећи извоз усмерен је у Јапан, Мексико и Бразил. Највећи светски извозници, поред САД-а су Канада, Русија, Француска и Аустралија које дају две трећине светског извоза. Прекоокеански извозници САД, Канада, Аустралија и Аргентина углавном извозе "тврду" (дурум) пшеницу, док европске земље извозе "меку" пшеницу. Највећи извозник дурум пшенице је Канада.

### Увоз
Највећи регионални увозник пшенице је Азија, која апсорбује трећину укупних светских количина. Она својом производњом није у стању да подмири потребе потрошача за овим хлебним житом. Европа се налази на другом месту са четвртином светског увоза. Највећи увозник пшенице на свету је Италија са осам милиона тона, што чини 5% укупног светског увоза.Највећи увоз се реализује из Канаде, Француске и Аустрије. Иако увози значајне количине пшенице, Италија има епитет "Земља пасте-тестенине". Највећи је произвођач тестенине у свету са преко 3 милиона тона годишње. Такође, највећи је и потрошач тестенине у свету, са 26 килограма годишње по становнику.
Највећи светски увозници су и Индонезија, Алжир, Иран и Бразил. Оне заједно са Италијом апсорбују четвртину светског увоза. То су земље које имају велики број становника и основни циљ увоза јесте задовољење домаћих потреба у пшеници. Ранији велики увозници, пре свега Кина и Русија, губе своје увозне позиције, првенствено захваљујући повећању домаће производње. На основу тога јављају се и као извозници пшенице на међународном тржишту.

### Потрошња
Највећи глобални потрошач пшенице јесте Кина, која годишње потроши 124 милиона тона. Следе Европска унија, Индија, Русија, САД и Пакистан. Највећи регионални потрошач је Европа са потрошњом од 120 килограма по становнику годишње.Највећу потрошњу пшенице по глави становника има Азербејџан, са 220 килограма. Највећи европски потрошач пшенице, изражено кроз еквивалент брашна, је Италија.

## Тржиште пшенице у Републици Србији

### Производња
Пшеница представља основну хлебну житарицу. Због њеног значаја у исхрани она је дуго, па и данас, била "миљеник" државе, која је својим мерама макроекономске аграрне политике у разним етапама каналисала производњу, промет, цене и сл. Мере економске политике имале су за циљ да допринесу стабилизацији тржишта.
Пшеница се у Републици Србији гаји на мањим површинама у односу на ранији временски период. Гаји се на 605 хиљада хектара (2013-2014). Принос износи 3,9 тона по хектару, што је на нивоу европског просека. Производња износи 2,4 милиона тона, што прерачунато по становнику износи 333 килограма (2013-14). У Европској производњи Србија учествује са нешто изнад један посто и налази се на половини европске лествице. Носилац производње су породична домаћинства (приватни, индивидуални произвођачи), који дају три четвртине укупне производње. Пољопривредна - агроиндустријска предузећа, представљају знатно мањег произвођача.
Највећа производња остварује се у региону Војводине 60%, следи регион Јужне и Источне Србије (20%), регион Шумадије и Западне Србије (15%) и регион града Београда са 5%. Посматрано по окрузима највећа производња остварује се у Јужно-бачком округу (општине: Бач, Бачка Паланка, Бачки Петровац, Беочин, Бечеј, Врбас, Жабаљ, Нови Сад, Србобран, Сремски Карловци, Темерин и Тител) који даје 15% домаће производње пшенице.

### Промет
Највећи део пшенице откупљују извозници и млинови, као и задруге. Мањи део пшенице сваке године откупи и Републичка дирекција за робне резерве ради стабилизације тржишта и занављања стратешких резерви.

### Прерада
Млинско-пекарска индустрија располаже прерадним капацитетима од укупно 2,1 милиона тона пшенице. Постоји преко 350 млинова разних капацитета, од малих, приватних па до великих индустријских. Највећи капацитети за прераду пшенице су: „Данубиус“ Нови Сад, „Житко“ Бачка Топола, „Фиделинка“ Суботица, “Житопромет-братство“ Сремска Митровица, „Житопродукт“ Зрењанин, „Житопромет“ Сента, „Кикиндски млин“ Кикинда, „Жито Бачка“ Кула, “Панонија промет” Стара Пазова,
„Гранекспорт“ Панчево, као и читав низ других капацитета. Индустрија кекса и вафла и кондиторска индустрија представља значајног потрошача пшенице и брашна. Чини је петнаестак већих капацитета: „Штарк“ Београд, „Бамби-Банат“ Пожаревац, „Пионир“ Београд, „Jaffa“ Црвенка, „Медела“ Врбас, „Банини“ Кикинда и др.

### Потрошња
Потрошња износи 150 килограма производа у еквиваленту пшенице по становнику годишње, што је више од европског просека. Према оствареној потрошњи Србија се налази се на петом месту у Европи. Годишњи минимум потрошње пшенице, по члану домаћинства, на нивоу је од 130 килограма. Висока потрошња резултанта је ниског дохотка потрошача, односно мале куповне моћи, као и навика и традиције у потрошњи.

### Спољнотрговинска размена
Спољнотрговинска размена – пшеница представља традиционално значајан извозни производ за Републику Србију. Извоз износи 400 хиљада тона, што вредносно износи 92 милиона долара (2014). Пшеница се извози у 18 земаља света. Највећи извоз реализује се у Румунију у количини од 125 хиљада тона, односно 31% укупног извоза. Увоз је доста скроман, износио је око три хиљаде тона. Највећи увоз остварује се из Украјине, Мађарске, Републике Северне Македоније, Босне и Херцеговине и Француске. Република Србија остварује значајан позитиван биланс спољнотрговинске размене пшенице.